# Bambey (Département)

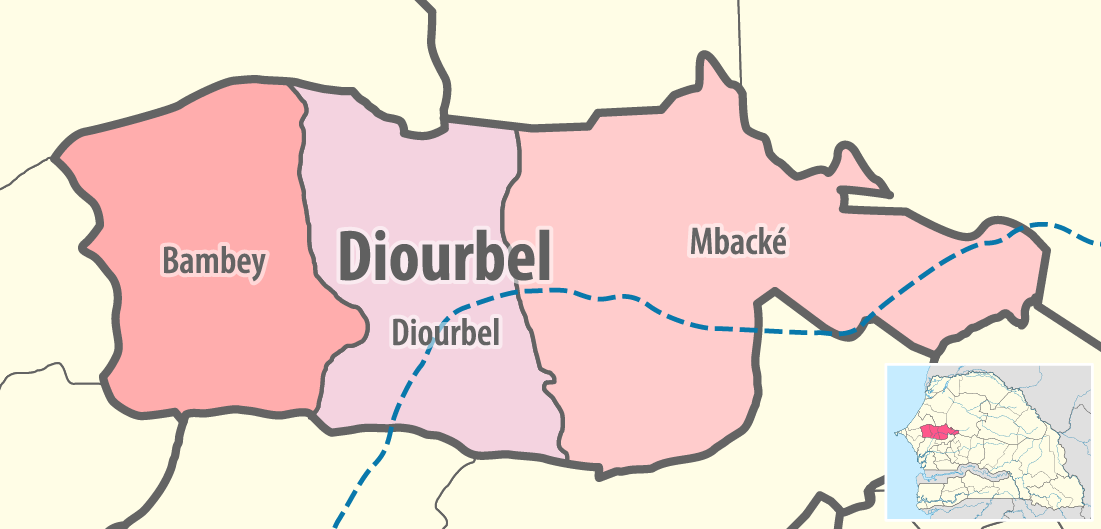
Département Bambey in der Region Diourbel

Das Département Bambey mit der Hauptstadt Bambey ist eines von 45 Départements, in die der Senegal, und eines von drei Départements, in die die Region Diourbel gegliedert ist. Es liegt im Westen der Region im Zentrum des westlichen Senegal.
Das Département hat eine Fläche von 1351 km² und gliedert sich wie folgt in Arrondissements, Kommunen (Communes) und Landgemeinden (Communautés rurales):
| Commune / Arrondissement | Communauté rurale | Einwohner 2013 |
| Bambey                   | —                 | 28.908         |
| Baba Garage              | Baba Garage       | 15.815         |
| Baba Garage              | Dinguiraye        | 9.386          |
| Baba Garage              | Keur Samba Kane   | 19.299         |
| Lambaye                  | Gawane            | 14.373         |
| Lambaye                  | Lambaye           | 27.847         |
| Lambaye                  | Ngogom            | 25.464         |
| Lambaye                  | Réfane            | 33.727         |
| Ngoye                    | Ndangalma         | 32.640         |
| Ngoye                    | Ndondol           | 24.347         |
| Ngoye                    | Ngoye             | 46.176         |
| Ngoye                    | Thiakhar          | 21.495         |
| Département              | —                 | 299.476        |